# Liste der Naturdenkmäler in Reichelsheim (Wetterau)
Die Liste der Naturdenkmäler in Reichelsheim nennt die auf dem Gebiet der Stadt Reichelsheim, im Wetteraukreis (Hessen), gelegenen Naturdenkmäler. Sie sind nach dem Hessischen Gesetz über Naturschutz und Landschaftspflege (Hessisches Naturschutzgesetz – HAGBNatSchG) § 12 geschützt und bei der unteren Naturschutzbehörde des Wetteraukreises eingetragen. Die Liste entspricht dem Stand vom 1. Januar 2014.
| Bild                          | Bezeichnung           | Ortsteil, Lage                                                                                            | Beschreibung | Art           | Nr.     |
| ----------------------------- | --------------------- | --- | --- | ------------- | ------- |
| BW                            | Traubeneiche          | Dorn-Assenheim, Flur 1, Flurstück 67/1 50° 20′ 21,8″ N, 8° 50′ 17,9″ O                                    | Traubeneiche am Kruzifix am Ende der Alten Gasse. Schutzgrund: alt, ortsbildprägend.                                                                | Traubeneiche  | 440.134 |
| BW                            | Traubeneiche          | Heuchelheim, Flur 1, Flurstück 23/1 (VO), Flurstück 23/2 (tatsächlich) 50° 22′ 3,2″ N, 8° 51′ 56,9″ O     | Fast 100-jährige Traubeneiche an der ehemaligen Schule gegenüber der Ev. Pfarrkirche. Schutzgrund: schöner Einzelbaum.                              | Traubeneiche  | 440.153 |
| BW                            | Birnbaum              | Heuchelheim, Flur 5, Flurstück 48 (VO), Flur 4, Flurstück 27 (tatsächlich) 50° 22′ 2,6″ N, 8° 51′ 45,5″ O | Birne westlich des Ortes. Schutzgrund: Sehr alter und großer, landschaftsprägender Einzelbaum in einer ausgeräumten Feldflur.                       | Birne         | 440.297 |
| mehr Fotos \| Fotos hochladen | Kirsche am Eichelberg | Blofeld, Flur 2, Flurstück 24 50° 22′ 13,7″ N, 8° 55′ 45,8″ O                                             | Wildkirsche auf dem Eichelberg, ca. 17 m hoch, Umfang ca. 5 m, Alter: 160–200 Jahre. Schutzgrund: Deutschlands dickste (und schönste) alte Kirsche. | Vogel-Kirsche | 440.308 |